# Chou frisé
Brassica oleracea var. sabellica, Brassica oleracea convar. acephala var. sabellica · Chou d'aigrette, Chou lacinié
Variété
Synonymes
- Brassica oleracea var. acephala auct.auct. (en)
- Brassica oleracea var. selenisia L.

Classification phylogénétique
Le chou frisé (Brassica oleracea var. sabellica L.) est une variété cultivée du chou, une plante herbacée de la famille des Brassicacées. Ce chou non pommé est consommé depuis longtemps comme légume et fait partie des plantes commercialisées plus récemment sous le nom de « chou kale ». Il est utilisé également comme plante ornementale résistante aux hivers froids, pour son feuillage spectaculaire et ses cultivars aux teintes vives.

## Dénominations
- Nom scientifique valide : Brassica oleracea var. sabellica L.[1] ;
- Nom normalisé (nom technique) FAO : Chou frisé[2] ;
- Noms vulgaires (vulgarisation scientifique) recommandés ou typiques en français : chou frisé[1],[3],[4], chou d'aigrette[1],[3], chou lacinié[1],[3], chou frangé[1], chou vert frisé[4] ;
- Autres noms vulgaires ou noms vernaculaires (langage courant) pouvant désigner éventuellement d'autres espèces : chou vert (québécois)[4] ou encore chou plume[réf. nécessaire]. Connu sous le nom de Kehl en Alsace-Lorraine ; 
  - Déconseillés : chou kale ou kale[4], chou borécole ou borécole[4].

Autres noms : Brassica oleracea convar. acephala var. sabellica ou encore Brassica oleracea Groupe Acephala.

## Description
Le chou frisé ne pousse pas en pomme, il appartient au groupe Acephala (signifiant « sans tête »). Il pousse sur des tiges blanchâtres fibreuses (jusqu'à 30 à 40 cm), et présente des feuilles, également fibreuses, très frisées d'un vert pâle au vert prononcé (parfois bleuté). En ornementation, ses couleurs varient du blanc au violet.
Il résiste à des températures de −15 °C et n'apprécie pas les fortes chaleurs. Connu aujourd'hui un peu partout dans le monde, il était auparavant considéré comme un légume d'hiver et surtout consommé en Allemagne, Écosse, Pays-Bas et Scandinavie.

## Histoire
Le chou frisé est le premier à avoir été cultivé, bien avant le chou pommé.
Légume bien connu des tables romaines, ce fut un aliment de base au Moyen Âge. Les Anglais l'ont importé en Amérique au XVIIe siècle.

## Utilisation

### Alimentation
En cuisine ce légume est consommé cuit, sous divers modes mais principalement dans les soupes. Il est aussi cuisiné braisé, seul ou en compagnie de pommes de terre, de carottes et d'oignons. Sa feuille peut entourer une viande ou un farci, elle peut être utilisée comme alternative de pâte à lasagne. On peut aussi en faire des chips, appelées chips de kale.
Le chou frisé est le plat traditionnel par excellence aux Pays-Bas. Connu sous le nom de boerenkool (lit. chou paysan, prononcer : bou-reun-ko-ol), il est largement consommé de septembre à mars dans tout le pays. En principe, il faut attendre que le gel ait pris le chou pour le récolter, mais à défaut de givre il est récolté et mis au congélateur. Il est haché grossièrement puis ajouté en fin de cuisson des pommes de terre, après quoi le tout est égoutté et écrasé. Le boerenkool se mange avec de la saucisse et recouvert de beurre fondu, assaisonné avec sel et poivre. Le chou frisé est aussi consommé dans la région allemande de Basse-Saxe et plus principalement dans la ville d'Oldenbourg. En Moselle germanophone et en Alsace le chou frisé est appelé  Kéhl ; il est un légume emblématique de cette partie de la Lorraine et entre dans la composition de la potée locale qui est préparée avec du lard, des pommes de terre, de la saucisse fumée et de l'ail.
Le chou frisé est très utilisé dans la cuisine poitevine en entrée ou en plat principal : chou farci ou roulé, embeurrée de choux, farci poitevin, grenons de choux (inflorescences de choux fourragers dégustés à la manière des brocolis en fin d'hiver), soupe et potée comme dans toutes les régions et même en dessert : grimolle (sorte de clafoutis aux pommes sur feuilles de choux). Les Vendéens étaient familièrement surnommés Ventrachoux dans les départements voisins, voir aussi Ventre à choux.

### Ornement
Les cultivars colorés sont appréciés pour l'ornementation des potées et massifs. Plus ou moins frisés, ils résistent bien au gel en hiver.

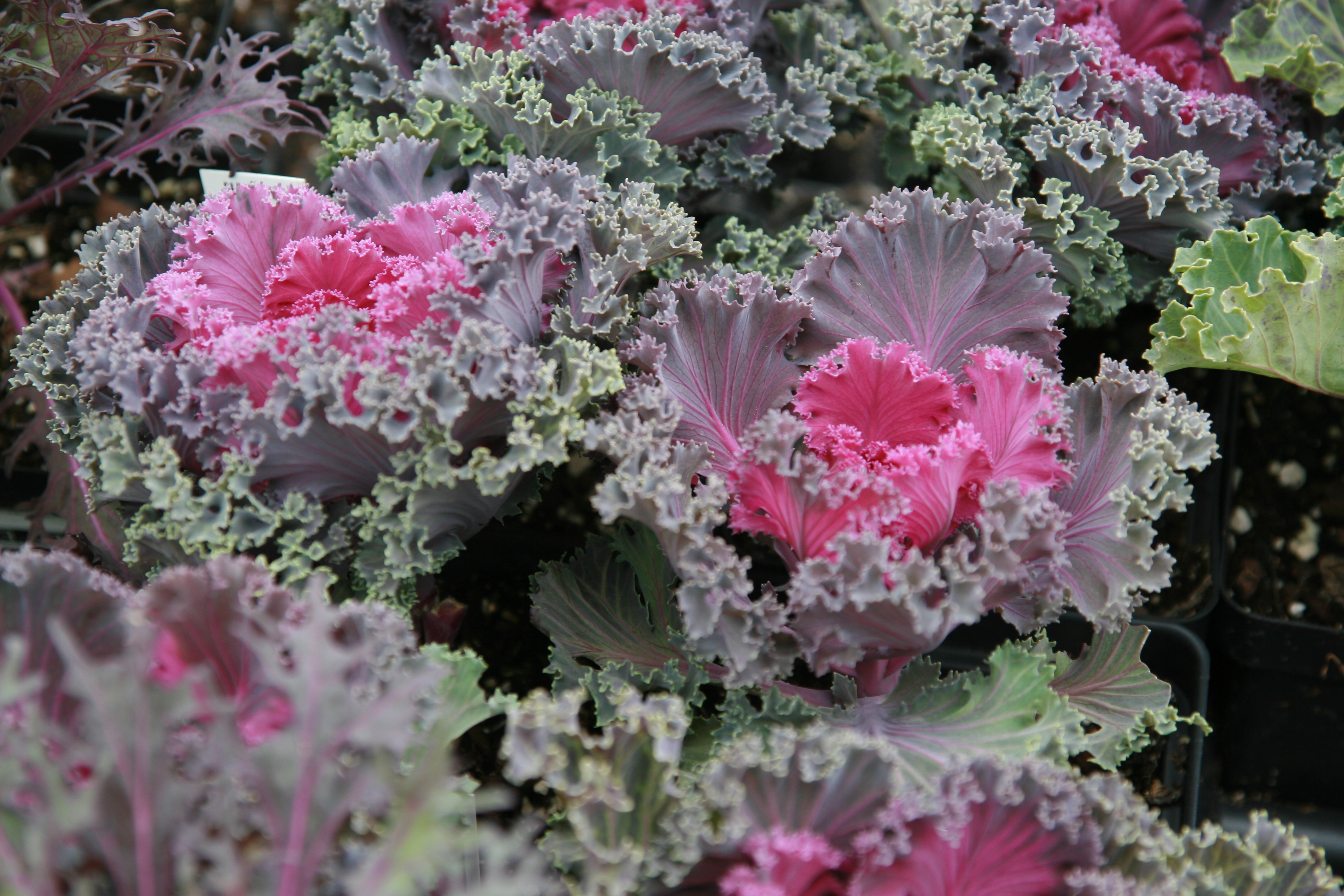
Cultivar 'Peacock Red'.
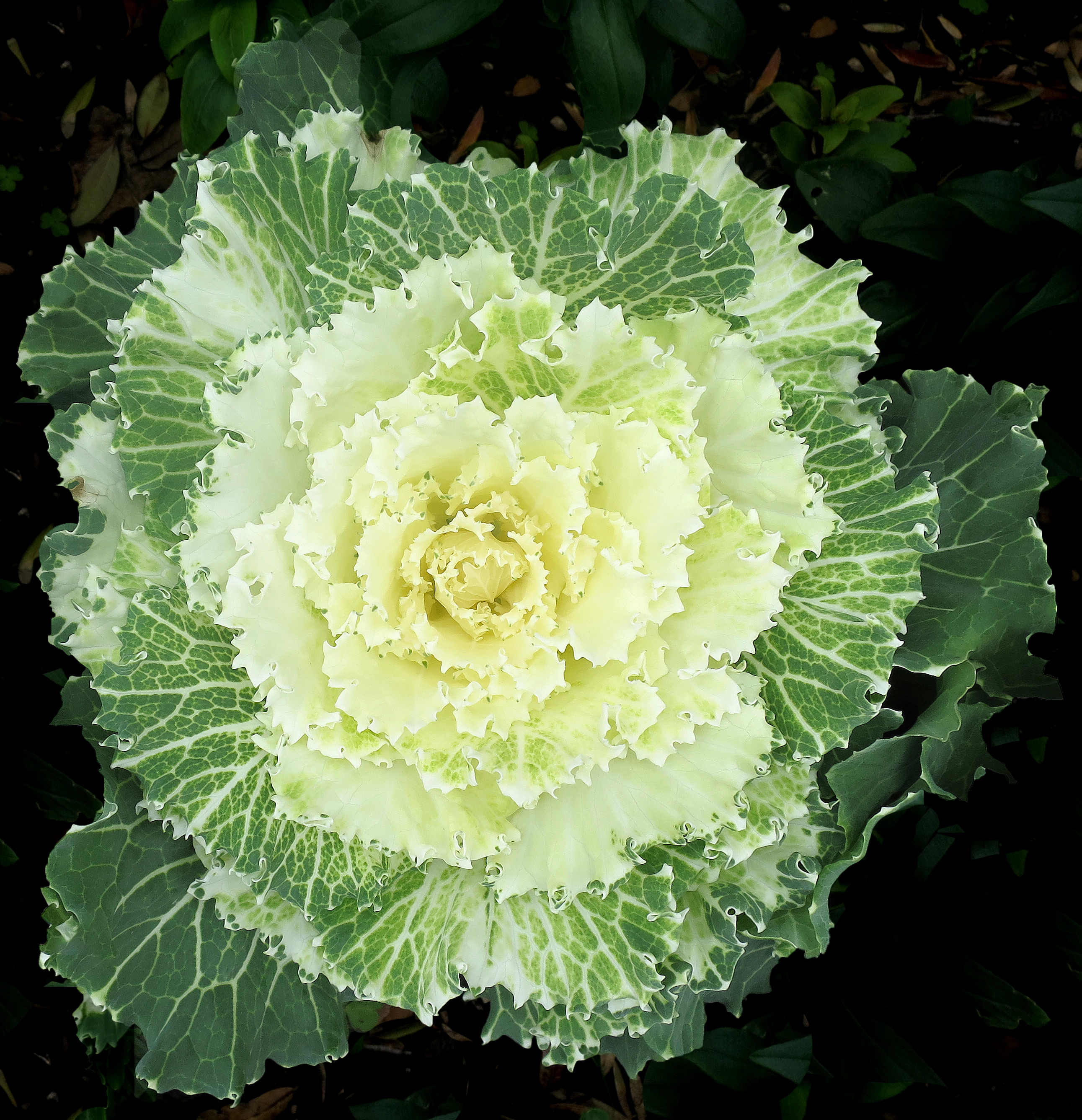
Cultivar 'Nagoya White'.
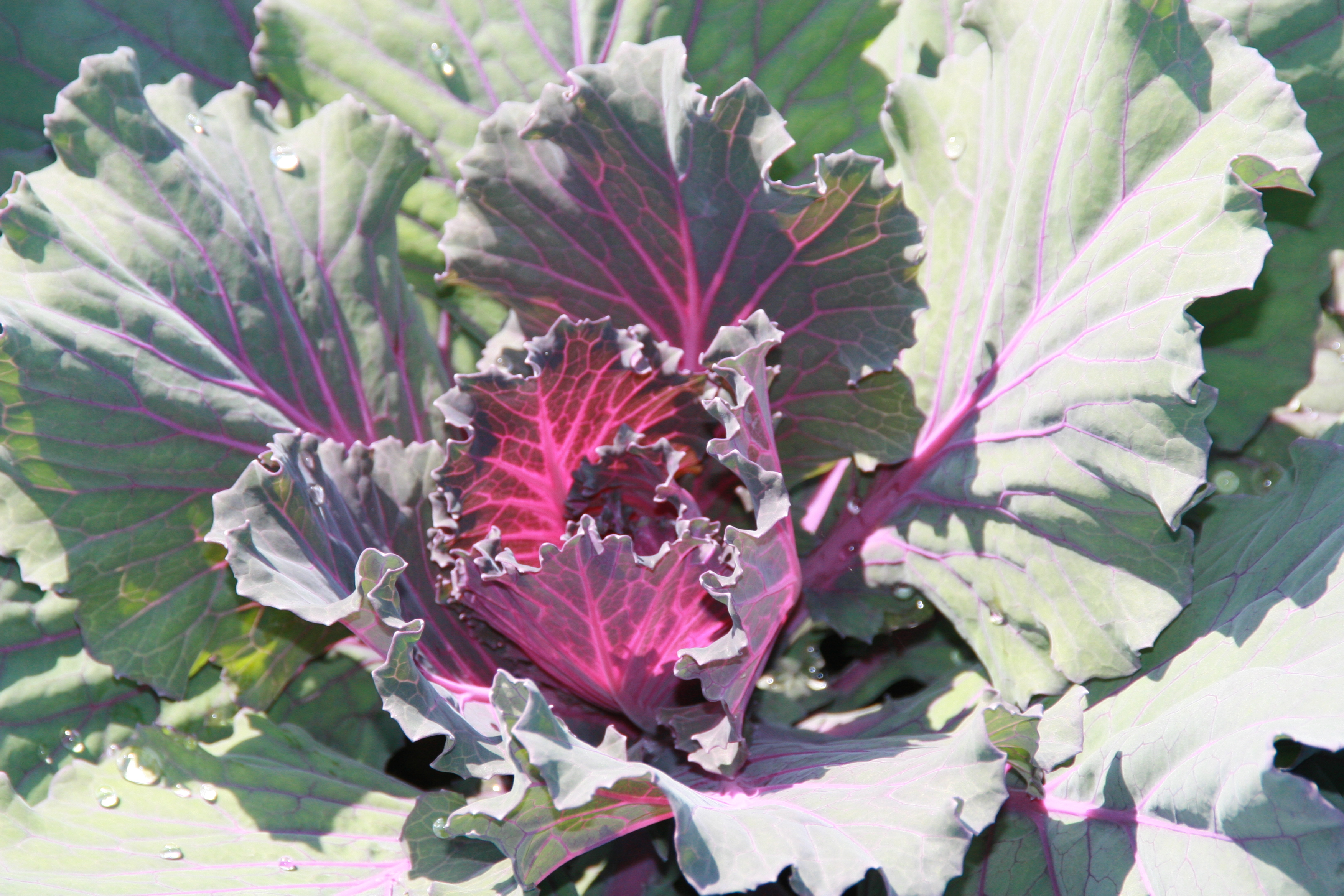
Cultivar 'Osaka Red'.
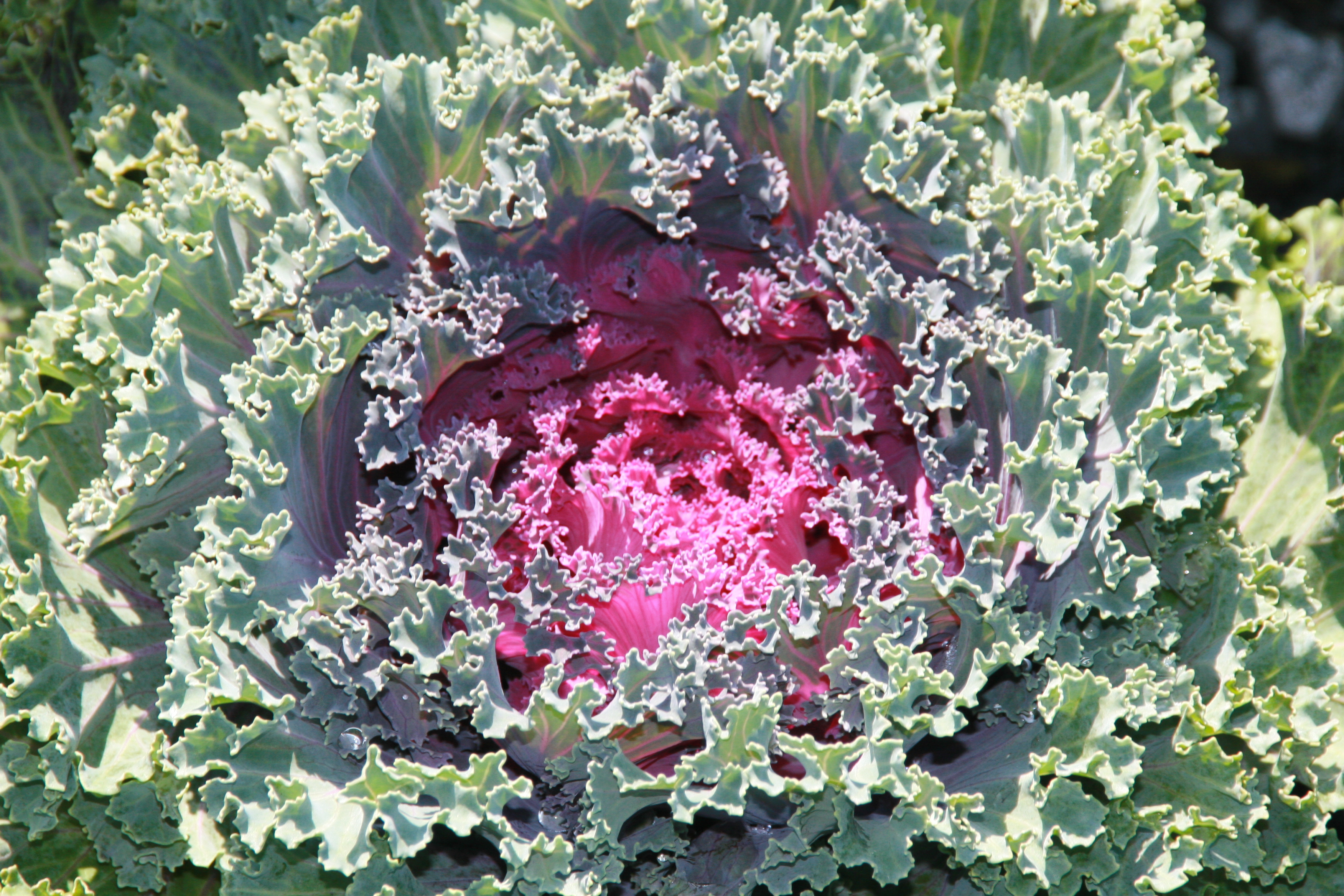
Cultivar 'Nagoya Garnish Red'.
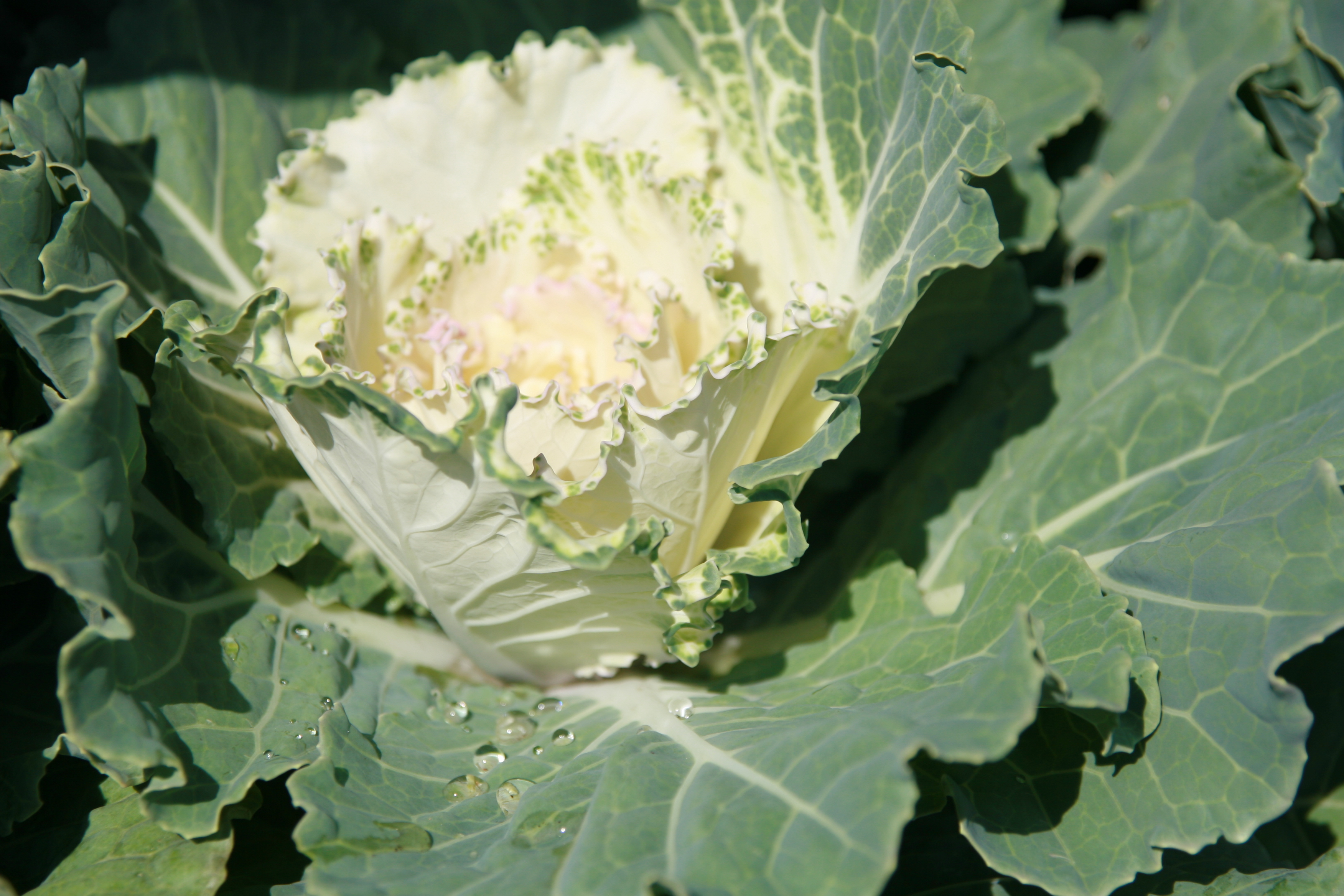
Cultivar 'White Pigeon'.

## Valeur nutritionnelle
Le chou frisé est considéré comme l'une des plantes les plus nutritives, avec des propriétés antioxydantes et anti-inflammatoires puissantes.
Il est très riche en bétacarotène, vitamine K, vitamine A, vitamine C, lutéine ainsi qu'en zéaxanthine. Il est en outre riche en calcium.